# Helen Langehanenberg
Helen Langehanenberg (født 21. maj 1982) er en tysk dressurrytter. 
Hun repræsenterede Tyskland ved OL 2012 i London, hvor hun stillede op både individuelt og på det tyske hold sammen med Dorothee Schneider og Kristina Bröring-Sprehe. Langehanenberg red hesten Damon Hill, og i grandprixet scorede hun 81,140 point (tredjebedst af alle), mens hun i grandprix special fik 78,937 point. Med 78,216 point fik tyskerne sølv, kun overgået af det britiske hold med 79,979 point, mens hollænderne med 77,124 point fik bronze. I den individuelle konkurrence talte hendes resultater fra holdkonkurrencen med, suppleret af grandprix freestyle, hvor Langehanenberg opnåede 84,303, hvilket gav hende en samlet fjerdeplads.
Blandt hendes bedste international resultater kan nævnes: I 2013 vandt hun finalen i world cup i grandprix kür samt EM-guld for hold og -sølv i grandprix special og grandprix kür. I 2017 og i 2021 vandt hun EM for hold i grandprix.

## Reference
1. ↑  Team, Open, olympedia.org, hentet 30. marts 2023
2. ↑  Individual, Open, olympedia.org, hentet 30. marts 2023
3. ↑  Milestones (tysk), langehanenberg.de, hentet 30. marts 2023